# Pothyne imasakai
Pothyne imasakai är en skalbaggsart som beskrevs av Hayashi 1976. Pothyne imasakai ingår i släktet Pothyne och familjen långhorningar. Inga underarter finns listade i Catalogue of Life.